# Acronicta infuscata
Acronicta infuscata är en fjärilsart som beskrevs av Adrian Hardy Haworth 1809. Acronicta infuscata ingår i släktet Acronicta och familjen nattflyn. Inga underarter finns listade i Catalogue of Life.